# براهلینا
براهلینا (انگلیسی: Brahelinna) در حال حاضر ویرانه‌ای از قلعه‌ای در ریستینا است که در بخش جنوبی میکلی در ساوونیای جنوبی، فنلاند واقع شده‌است. این بنا توسط کنت پیتر براهه تأسیس شد.